# Бректувил
Бректувил (фр. Brectouville) насеље је и општина у северној Француској у региону Доња Нормандија, у департману Манш која припада префектури Сен Ло.
По подацима из 2011. године у општини је живело 167 становника, а густина насељености је износила 44,65 становника/km². Општина се простире на површини од 3,74 km². Налази се на средњој надморској висини од 85 метара (максималној 137 m, а минималној 29 m).

## Демографија
| 1962. | 1968. | 1975. | 1982. | 1990. | 1999. | 2011. |
| ----- | ----- | ----- | ----- | ----- | ----- | ----- |
| 123   | 125   | 122   | 149   | 169   | 157   | 167   |

График промене броја становника у току последњих година